# Symfonie nr. 4 (Kantsjeli)

Gia Kantsjeli componeerde zijn Symfonie nr. 4 Ter nagedachtenis aan Michelangelo in 1974. Het werk is geschreven in opdracht van het Ministerie van Cultuur van de Sovjet-Unie. De eerste uitvoering was in Tbilisi door de Olympiacombinatie (zie discografie).
Kantsjeli hanteerde in die tijden een andere stijl dan heden ten dage (2009). Kantsjeli wordt de laatste jaren steeds meer in de hoek gezet als componist met new age- neigingen en edelkitsj. In de jaren 70 en 80 werd Kantsjeli juist geroemd vanwege zijn stijl van componeren. Rustige passages, waarbij de spanning nergens ontbreekt), werden afgewisseld met heftige uitbraken van geluid, waarbij er nu juist ingetogen gespeeld werd. Er zat altijd ingehouden dreiging in zijn werk. Zijn vierde symfonie heeft een beetje het karakter van de rapsodie. De rustige passages zijn daarbij door de uitbraken van elkaar gescheiden, maar ook juist verbonden. Dat de symfonie geen vrolijke wordt is al direct in het begin te horen. Buisklokken en kerkklokken (niet op het podium) zijn het belangrijkste instrument van de inleiding. Beginnend met een set, wordt de muziek uitgebreid tot een driestemmig klokkenspel, hetgeen waarschijnlijk een unieke zaak is binnen de klassieke muziek. Bij het eind van de melodie komt vanuit het pianissisimo een orkestraal crescendo aanzetten, die de symfonie in beweging zet. Vanaf dan zijn het zachte passages, vaak met niet meer dan enkele muziekinstrumenten tegelijk en meditatief van karakter, afgewisseld met een luide passages waarbij het voltallig symfonieorkest wordt ingeschakeld. Een der zachte passages is geïnstrumenteerd met alleen harp en celesta. Dit soort passages, soms aangevuld met dwarsfluit staat voor de helder- en tederheid van de werken van Michelangelo. De symfonie eindigt zoals zij begonnen is; bijna complete stilte, slechts een viool en een buisklok, beide in de dynamiek pianissisimo; de viool ook nog col legno.

## Orkestratie
Voor het eendelige werk zijn de volgende muziekinstrumenten nodig:
- 4 dwarsfluiten waarvan 1 piccolo en 1 altdwarsfluit, 2 hobo's waaronder 1 althobo, 3 klarinetten waarvan 1 basklarinet, 2 fagotten waarvan 1 contrafagot;
- 4 hoorns, 4 trompetten, 3 trombones, 1 tuba;
- pauken, percussie bestaand uit triangel, grote trom, kleine trom, bekkens, tamtam, glockenspiel, klokken, kerkklokken (niet op podium), celestra, harp;
- violen, altviolen, celli, contrabassen.

## Discografie
- Uitgave Olympia Compact Discs Ltd.; Staats symfonieorkest van Georgië o.l.v. Dzansung Kakhidze (opname 1981) (niet meer verkrijgbaar); waarschijnlijk is dit ook de opnamecombinatie die verscheen bij Melodya
- Uitgave Ondine: Filharmonisch Orkest van Helsinki o.l.v. James dePreist.
- Uitgave Nonesuch: Festivalorkest van Georgië o.l.v. Kakhidze
- Uitgave Beaux Records: Tbilisi Symfonie Orkest o.l.v. Kakhidze

## Bron
- uitgave Olympia
- Hans Sikorski Verlag voor instrumentatie
- Onno van Rijen, premièredatum en discografie